# 吳濁流
吳濁流（1900年6月28日—1976年10月7日），本名吳建田，是生於日治臺灣臺北縣新埔辨務署（今日之新竹縣新埔鎮）的客家教師、詩人、記者、文學家。他在37歲時，才發表其小說處女作〈水月〉，而後以「孤帆三部曲」——《亞細亞的孤兒》、《無花果》、《臺灣連翹》等三部長篇小說蜚聲中外。吳氏於1964年，即他65歲時，在反共文學的流行下，創辦雜誌《臺灣文藝》。並且亦於1969年，即他70歲時，設立「吳濁流文學獎」，以鼓勵臺灣人的文學創作。

文學評論家彭瑞金認為：「吳濁流具有唐吉訶德式的不畏強權的性格，此一性格又毫不保留地表現在他的小說創作裏。」亦被作家鍾肇政譽為「鐵血詩人」。吳氏排行第四，上有兩兄一姊，同其妻林先妹，育有一女，是《亞細亞的孤兒》中紫媛的原型。

## 生平

### 早年
吳濁流於1900年（明治三十三年）農曆六月初二出生於新竹新埔，家中在新埔算是地方名族，吳濁流的高祖父吳卓官是自廣東到台灣開台第一人，在1804年來台，先後在台北大稻埕、新莊居住，後來搬至新埔。定居後開墾田地及養殖豬鴨，並向原住民買下田地，由於泉水的發現導致地價上漲，也奠定了吳家的基礎。祖父吳芳信是傳統漢詩詩人，台灣割讓後，因為家族成員的抗日，導致吳家本宅被焚毀。吳芳信為了家族成員安全去見日軍，與日軍筆談後被放回。吳濁流後來回憶「有過這樣辛酸的經驗的祖父，對日本政府自然不會心快，但也沒敢反抗。而私淑陶淵明，樂其餘生」。:50在祖父的口述中，吳濁流得知過去日本政府以討伐土匪為名，行大肆屠殺之實。包括吳濁流的伯父吳水德因抗日曾被日本人當作土匪，吳濁流自述自小就是在聽講日本人的可怕殘暴故事中長大。吳濁流的祖父一直告誡吳濁流不要因一時衝動而反日，內心卻仍一直反抗日本政府。吳濁流認為「祖父是徹底的超越派，父親是屬於妥協派中的消極派。」:65
吳濁流生長於日治時期，小時候接受傳統漢文書房教育，吳濁流的堂兄及哥哥曾讀過書房，但到吳濁流十一歲時，村中的書房被關閉。吳濁流遂進入日本式的教育公學校就讀，接受日本式教育。1916年（大正五年）吳濁流自新埔公學校畢業，原本校長希望他考醫學校，但由於自費緣故而遭父親反對，最後考入公費制的臺灣總督府國語學校師範部（1920年改名為「臺灣總督府臺北師範學校」）。也是故鄉新埔同屆中唯一一人，加上關西、六家、湖口,也是唯一考上師範部。:59
大正五年（1916年）四月，吳濁流以官費生入學臺灣總督府國語學校師範部。吳濁流即目睹了許多臺灣人與日本人不同之處，也遇過日本商人對台灣人罵「清國奴」引起學生公憤，圍毆該日本人。:63-64當時吳濁流有一同班同學藍君，想前往中國大陸留學，卻苦於官費生身分要綁約五年，若要違約，違約金又要五百元。後來藍君只好故意激怒教國語（日語）的宇井先生，退學成功，日後成為天津市的警察局長。:61-62國語學校的學生大多自發性的讀書，亦影響了吳濁流。吳濁流曾回憶國語學校只要理數科成績好，就沒有留級之憂，從此他就經常上圖書館，純粹為了趣味而讀書。:65
在國語學校期間，吳濁流經歷日本領臺二十週年紀念召開的勸業共進會，中等學校以上的學生被派往迎接日本內地的皇族、名流，包括北白川宮妃。吳濁流並見過一人坐在車輪特別大的人力車，當時排在後面的上級生見到那位紳士，便發出鄙夷之聲稱「大國民」、「辜狗」。後來才得知其為日軍來臺時自動迎接日軍、帶日軍進臺北城，受日本政府給予食鹽的專賣權、而「從無業遊民當上紳士」的走狗。:65-67期間也經歷了么弟的過世。

### 教師時期
1920年（大正九年）3月，吳濁流畢業於臺北師範學校，任臺灣公學校照門分教場擔任教諭。隨著一次世界大戰的結束，民族自決、自由民主的思想也傳到台灣，吳濁流也在這段期間接觸相關思想。在此期間於新竹州教育科主辦的教育論文中發表文章〈學校與自治〉，被日本殖民政府當局認為思想偏激。:79因而於1922年（大正11年）調職至苗栗郡四湖庄的四湖公學校，為苗栗郡中交通最不便的地方。:83在四湖公學校任教其間曾被調到五湖分教場過，2年半後又調回四湖本校。1927年（昭和二年）加入詩社栗社。
於栗社多撰古典詩詞，曾於1928年被選入前茅，此後對於近體詩創作樂此不疲。並有著名學生湯慶松為民主改革實力派戰將。
1937年（昭和十二年）轉任關西公學校首席訓導。吳濁流雖很早就開始創作教育論文及詩，但並未觸及到小說，直到1936年（昭和十一年）37歲時，受到一位日本女同事袖川老師的鼓勵下開始創作了小說《水月》，小說中反映了當時台灣人在傳統封建社會下的壓迫。《水月》被袖川老師投稿到《台灣新文學》雜誌刊登出來，開啟了吳濁流的小說創造之路。:80
在關西公學校時期，吳濁流因對日本教員的命令反駁，而被指為侮辱日本教員，在面對校長時批評校長常說內臺融和、一視同仁卻又在青年團訓練中讓本島人前輩當小隊長、日本人後輩當中隊長的矛盾，引起校長不滿。最後吳濁流在第二學期、1939年（昭和十四年）調到馬武督分教場，靠近原住民地方的山地。:111-1121940年（昭和十五年），在新埔舉辦的運動會上因不滿日本籍郡視學對台灣教員的欺負，吳濁流憤而決定辭職，最終獲得當局批准。:113-118

### 赴陸擔任記者
辭職後吳濁流深感日中戰爭爆發後時局吃緊，日本政府又動員本島人赴海外，為避免自己亦遭徵召，遂決定前往中國大陸。:118因此透過以前同學，在汪精衛政府底下任官的鍾壬壽（《無花果》中作「章君」）運作下，得到前往中國大陸的護照。:92:1181941年（昭和十六年）1月離開臺灣。1941年，吳濁流前往中國大陸，在汪精衛政府控制下的南京任《大陸新報》之記者。
然而吳濁流也逐漸見識到臺灣人被視為日本人的間諜，不管是重慶（蔣介石政府）還是南京（汪精衛政府）這邊都沒有好感。:125吳濁流認為「南京的灰色比臺灣更加暗淡」，:136隨著1941年（昭和十六年）底日本偷襲珍珠港，與美國開戰。雖然當時報社裡的日本人因受到戰果眩惑而大為興奮，但吳濁流私下已認為中國抗戰轉向有利局面，而私底下偷偷歡喜。吳濁流並研判如果此時再不走，等日本戰敗後被看做日本人的臺灣人將會面臨報復的可怕處境，可能再次出現尼港事件或通州事件，因此準備返臺。在日軍攻陷新加坡後第三天，吳濁流一家人搭上往臺灣的船。:138昭和十七年（1942年）3月21日，吳濁流一家平安返臺，幸未遇上盟軍潛艇。:138

### 回臺至戰後
昭和十七年（1942年）3月，吳濁流回到台灣，由於受到新竹被盟軍飛機的空襲，感到新竹比台北更危險。吳濁流遂到台北謀職，昭和十九年（1944年），進入《臺灣日日新報》文化部記者。在這段期間，吳濁流受到台北帝大工藤好美教授的鼓勵，創作了《亞細亞的孤兒》（原名《胡志明》），1945年5月完稿。在日本投降後的1946年9月出版《胡志明》第一篇。
二次大戰後，吳濁流任《臺灣新生報》翻譯中文。在國民黨政府接管臺灣後，吳濁流參加了一位曾赴中國大陸參加抗日的臺灣人歡迎會。在會席上，聽見他的演說：
|                    | 且說中國大陸是一個奇特的國家，和日本頗為不同。在日本，二乘二必定是一個答案：四。但在中國大陸，二乘二會變成三，或五，甚至有時會變成六或八的時候也有。 |
| ——吳濁流《無花果》 | |

此時吳濁流仍不明白含意。:172後來才在第一線目睹了陳儀政府的施政及接收官員的種種醜態，如接收官員遷親引戚任用外省人、全無知識的門外漢去接收工廠聽到機器聲嚇到跳起來，看到移交清冊上寫著日文「金槌」就以為是金做的而大大高興，結果發現日人拿出鐵鎚才大失所望。:187後來吳濁流寫出了〈波茨坦科長〉一文來諷刺來台官員的腐敗，1948年5月出版。
之後吳濁流先任《民報》記者，1947年3月，《民報》因一篇社論在二二八事件後遭查封。此時吳濁流完成並出版《黎明前的台灣》，主張青年出路問題，以向工業發展為上策，受到大同公司的林挺生賞識，並聘請他出任教師。1948年3月，吳濁流出任大同工業職業學校訓導主任，並教歷史與公民。一年後，林挺生將他調到「機器工業同業公會」工作，出任專員，第二年出任財務組長。直到1965年退休。
吳濁流早年得過肺病，六十歲後偶有咳血現象。1964年（民國五十三年）4月，創辦《臺灣文藝》雜誌，培養了許多鄉土文學作家，如：陳映真、黃春明、王禎和、王拓、楊青矗等人。1969年（民國58年）以退休金設立吳濁流文學獎，獎勵後進，成為臺灣文壇著名獎項。
晚年吳濁流在1966年寫成《無花果》一書，1968年在《台灣文藝》發表。日後完成《臺灣連翹》。在《臺灣連翹》一書中，吳濁流指出戰後政府與黨的不信任台灣人，與日本時代一樣。政府機關以外省人取代日本人，外省人又比日本人更加官僚，以致物價飛騰。:158
由於《臺灣連翹》揭露了一些政壇秘辛，因此吳濁流也在書中第十四章坦言：
《臺灣連翹》一書從起稿算花了三年三個月，至1974年12月完成。:259完成後更是交代「待後十年或二十年，留予後人發表。」:260在陳芳明的評論中，他認為從《無花果》到《臺灣連翹》，都表明吳濁流的台灣意識，戳破了吳濁流的作品是由臺灣地方意識進入中國民族意識的說法，更表明了吳濁流所期待的時代是屬於臺灣人的時代。:262
1976年10月7日下午一時五十分，吳濁流因感冒引起併發症逝世。

## 著作
吳濁流在37歲時以日文發表處女作〈水月〉，刊登在1936年3月的《臺灣新文學》雜誌。其後40多年的作品包括小說、舊詩詞、遊記、文藝論評等。吳濁流過世後，作品經張良澤教授整理彙編《吳濁流選集六冊》，加上後來出版的《無花果》、《臺灣連翹》、《吳濁流致鍾肇政書簡》，共九冊。其中，仍然有許多零散篇什、書簡、以及兩千多首舊體詩未整理出版。

### 詩集
吳氏除小說創作外也常寫漢詩，有《濁流千草集》、《藍園集》、《濁流詩草》等詩集行世。

### 長篇小說
- 《亞細亞的孤兒》於1945年完稿，其內容敘述日本統治時期的臺灣知識分子胡太明在臺灣遭受日本殖民者的欺壓，到日本留學歸來後受到鄉親的嘲諷，到中國大陸後又不被認為是中國人而受到歧視。在對自身歸依的無助感及許多人生挫折打擊的日侵月蝕下，最後發瘋而以悲劇收場。
- 《無花果》是吳濁流第二本長篇，為吳濁流的前半生自傳，記述作者從日治到戰後初期的經歷。小說完稿於1967年底，在1968年時分三期連載於《臺灣文藝》雜誌上。因內文部份描述二二八事件，在1970年以單行本首次出版即被國民黨政府列為禁書查扣，其後只在美國和臺灣地下流傳，直到1988年才正式由前衛出版社在臺灣公開發行。其實本書的內容，和《亞細亞的孤兒》非常近似。只因《亞》書只寫到二次世界大戰結束之前，這本書寫到了二二八；因此，前者有忠貞的國民黨員為之翻譯發行，而此書則遭到禁止刊行的命運。諷刺的是，批評日本統治的《亞》書可在日本出版，而只少部份描述國民黨統治的《無》書卻不能在臺灣出版。
- 《臺灣連翹》是吳濁流最後一本著作，原日文，在吳濁流去世十年後由鍾肇政先生中譯出版。描述臺灣戰爭前後政壇的祕辛，並認為連震東必須為二二八事件中許多臺灣菁英無辜死亡負責。

### 短篇小說
- 《水月》短篇小說集收錄從1936年到1946年間，吳濁流以描述日本統治時期的臺灣人為主的早期中短篇小說共八篇：〈水月〉、〈泥沼中的金鯉魚〉、〈功狗〉、〈陳大人〉、〈糖扦仔〉、〈先生媽〉、〈路迢迢〉、〈歸兮自然〉。其中，〈水月〉和〈功狗〉描寫日本人對臺灣子弟不平等待遇，而〈陳大人〉和〈先生媽〉則揭露當時臺灣御用紳士和日本走狗的行徑。
- 《波茨坦科長》短篇小說集收錄吳濁流自1946年後的中短篇小說共十篇：〈波茨坦科長〉、〈狡猿〉、〈銅臭〉、〈三八淚〉、〈幕後的支配者〉、〈友愛〉、〈牛都流淚了〉、〈老薑更辣〉、〈茅盾〉、〈閑愁〉。受戰後國民黨貪污腐敗和二二八事件的影響，吳濁流戰後的小說以控訴時政為主，如〈牛都流淚了〉。而〈銅臭〉、〈波茨坦科長〉則紀錄來臺接收官員以及「半山」臺奸貪污腐化的行徑。

### 其他
- 《南京雜感》是張良澤整理的《吳濁流選集六冊》中的卷四。收錄吳濁流遊記共九篇：〈一束回憶〉、〈回想照門分教場〉、〈回我的第二故鄉〉、〈重訪西湖〉、〈南京雜感〉、〈回憶大同〉、〈遊顱鷀潭記〉、〈既到臨崖返轡難〉、〈印非遊記〉。
- 《黎明前的臺灣》是張良澤整理的《吳濁流選集六冊》中的卷五。收錄吳濁流對臺灣、中國、日本的文化論述共十六篇。
- 《臺灣文藝與我》是張良澤整理的《吳濁流選集六冊》中的卷六。收錄吳濁流論述、散文、自序計三十九篇。
- 《吳濁流致鍾肇政書簡》收錄1962年6月至1976年8月止，吳濁流致鍾肇政以日文書寫的簡信三百多封，由物理學博士錢鴻鈞編彙，黃玉燕中譯，於2000年5月1日出版。不過，鍾肇政致吳濁流的書簡隻紙未留。
- 彭瑞金主編《吳濁流集》。

## 紀念

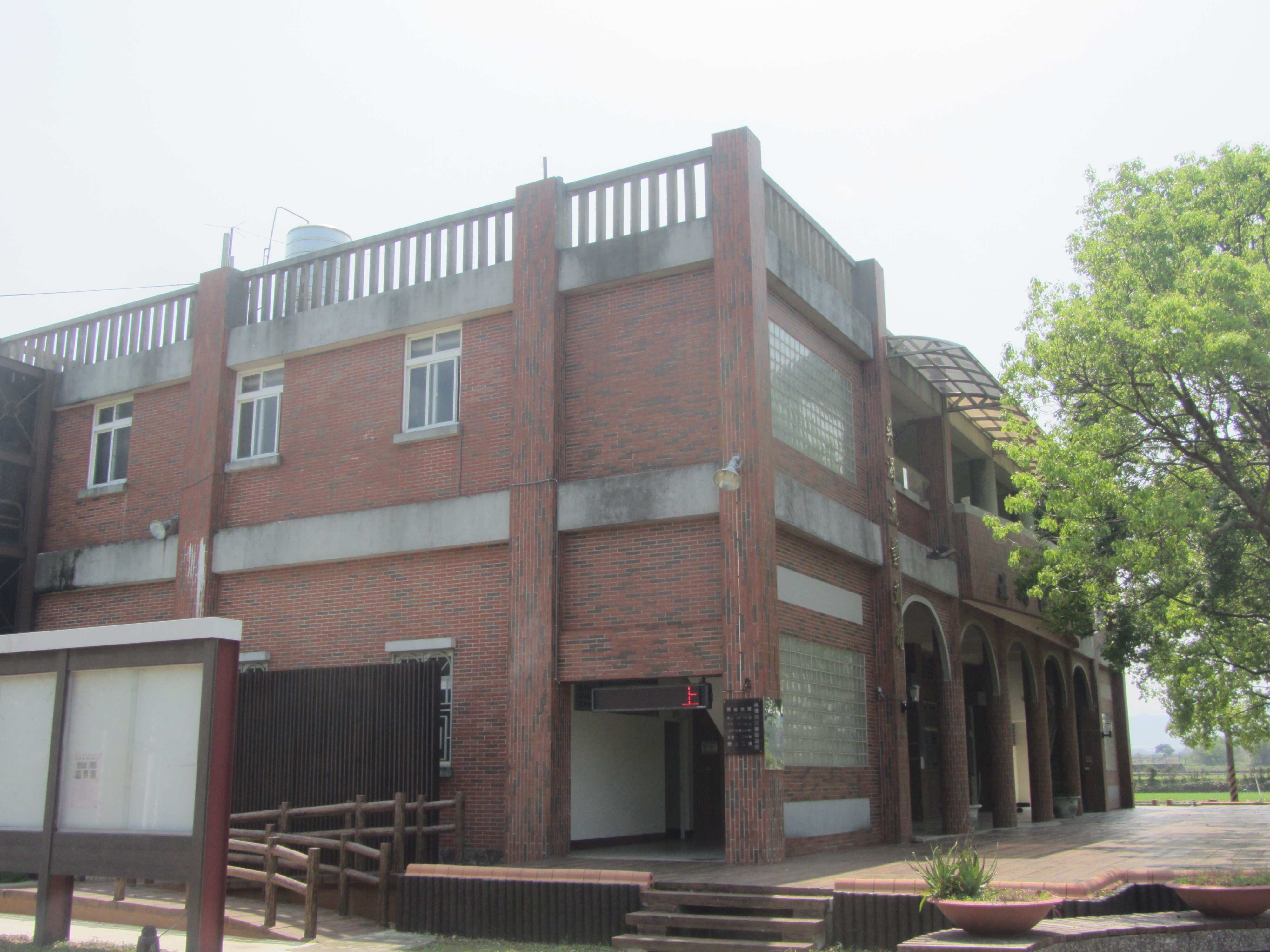
位於中華民國臺灣省苗栗縣西湖鄉的吳濁流藝文館。

為了紀念吳濁流對於臺灣文學的貢獻，2003年時，吳濁流藝文館於中華民國臺灣省苗栗縣西湖鄉落成。在中華民國臺灣省新竹縣竹北市的鄰近於新竹縣政府的一條道路，亦被定名為「吳濁流路」。這一條道路，也是臺灣第一條以作家的姓名為名字的道路。

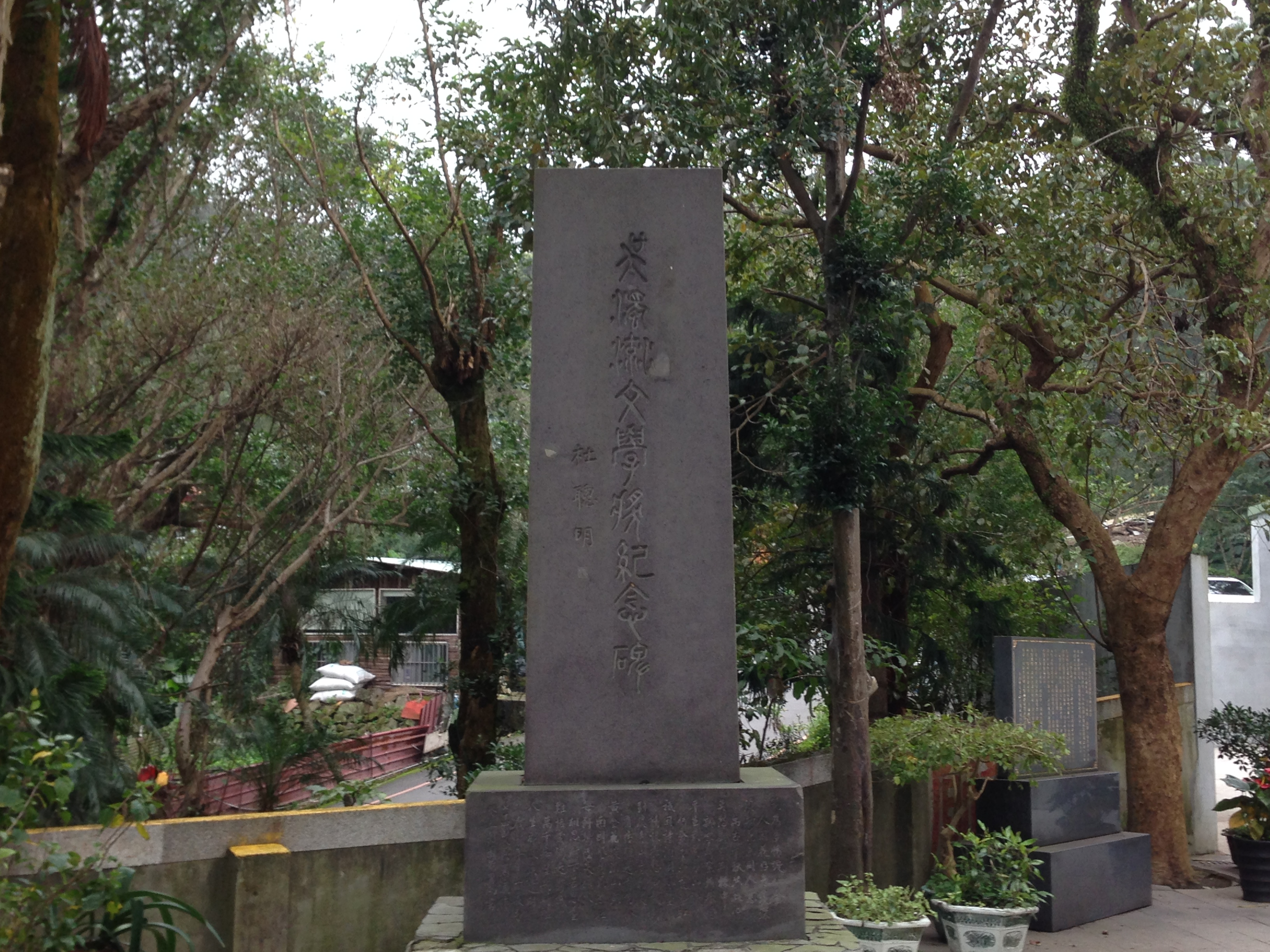
吳濁流文學獎紀念碑

1974年吳濁流為紀念《台灣文藝》創刊十週年，於臺北市內湖區的金龍禪寺設置「吳濁流文學獎紀念碑」，此碑位於玄信圖書館旁邊，刻有吳濁流四十七歲時詩作，由黃渭南書後碑刻。1970年夏天，洛夫下班後獨自來此寺，回程時正逢黃昏，忽然滿山蟬聲，寺中燈火一亮後又停止，使他頓生靈感，寫出新詩〈金龍禪寺〉。2022年9月臺北市文化局將「金龍禪寺吳濁流紀念碑群」登錄為紀念建築。

## 相關研究

### 書籍
目前已知(2011/10/26)的有：
- 張恆豪/編選，《臺灣現當代作家研究資料彙編(2)：吳濁流》，臺南市：國立臺灣文學館，2011年。
- 褚昱志/著，《吳濁流及其小說之研究》，臺北市：秀威資訊，2010年。
- 東海大學建築研究中心/製作，《吳濁流故居調查研究報告書》，新竹縣竹北市 : 新竹縣文化局，2008年。
- 石一寧/著，《真實的追問：吳濁流的文學、思想、人格》，臺北市：人間出版社，2008年。
- 石一宇等人/編著，《吳濁流：面對新語境》，北京市：作家出版社，2006年。
- 呂新昌/著，《吳濁流及其漢詩研究》，臺北市：前衛出版社，2006年。
- 李喬/總編輯，《吳濁流文學讀本》，苗栗縣西湖鄉公所，2004年。
- 藍博洲/總編輯，《吳濁流的西湖歲月》，苗栗縣西湖鄉公所，2004年。
- 呂新昌/著，《吳濁流及其小說創作理念》，臺北市：前衛出版社，2003年。
- 錢鴻鈞/編、黃玉燕/譯，《吳濁流致鍾肇政書簡》，臺北市:九歌出版社，2000年。
- 林柏燕/主編，《吳濁流百年誕辰紀念專刊》，新竹縣：新竹縣文化局，2000年。
- 曠新年等人/著，《吳濁流作品國際研討會：吳濁流百年誕辰紀念系列活動》，新竹縣：新竹縣文化局，2000年。
- 藍博洲、林靈/編寫、製作，《吳濁流的文學原鄉：西湖》，苗栗縣西湖鄉公所，1999年。
- 呂新昌/著，《鐵血詩人吳濁流》，臺北市：臺灣文藝雜誌社，1984年。
- 中央人民廣播電臺對臺灣廣播部/編、吳濁流/原著，《吳濁流小說選》，北京市：廣播出版社，1981年。

### 影音
目前已知(2011/10/26)的有：
- 公共電視文化事業基金會/製作，「吳濁流：亞細亞的孤兒」，臺北市：公共電視文化事業基金會，2000年。
- 林宜君/編劇，「《文學過家 說演劇場》第二集 文學原型：吳濁流〈亞細亞的孤兒〉」，臺北市：公共電視文化事業基金會，2003年。
- 李行/總導演、吳敏惠/製作，「作家身影2：鐵血詩人─吳濁流」，臺北市：春暉影業，2000年。

## 外部連結
- 臺灣客家文學館－吳濁流（页面存档备份，存于）
- 國家圖書館-當代文學史料系統
- 吳濁流數位主題館（页面存档备份，存于）由國立中興大學人社中心製作（页面存档备份，存于）
- 台灣新文學史-陳芳明教授主講-【吳濁流-《南京雜感》】 （页面存档备份，存于）
- 台灣新文學史-陳芳明教授主講-【吳濁流-《無花果》】 （页面存档备份，存于）